# Philip B. Benefiel
 (octobre 2022).
Philip Baker Benefiel, né le 25 juin 1923 à Lawrenceville (Illinois) et mort le 7 avril 2019 à Champaign, est un avocat, juge, et homme politique américain.

## Biographie
Benefiel était un démocrate. Benefiel est né à Lawrenceville, Illinois et a fréquenté les écoles publiques de Lawrenceville. Il a servi dans l'armée américaine pendant la Seconde Guerre mondiale en Europe. Avec le 667th Field Artillery Battalion, il participe à la bataille des Ardennes et à la traversée du Rhin à Remagen. Benefiel a obtenu ses diplômes en droit de l'Université de l'Illinois. Il a pratiqué le droit à Lawrence, Illinois. Benefiel a été procureur de l'État de l'Illinois pour le comté de Lawrence, Illinois de 1948 à 1952. Benefiel a siégé au Sénat de l'Illinois de 1965 à 1966. Il a ensuite été juge associé de l'Illinois, puis juge de la cour de circuit de l'Illinois de 1968 à 1991.
Benefiel est décédé chez lui à Champaign, l'Illinois.